# رادیم کینگ (کشتی)
رادیم کینگ (کشتی) (به انگلیسی: Radium King (ship)) یک کشتی است که طول آن ۹۶ فوت (۲۹ متر) می‌باشد. این کشتی در سال ۱۹۳۷ ساخته شد.